# Traktor-negyed
A Traktor-negyed (románul: Tractorul) Brassó városrésze, mely az 1946-ban létesített és 2007-ben megszűnt Uzina Tractorul Brașov traktorgyár mellett alakult ki. Főleg panelházakból áll, melyekben a gyár dolgozói laktak.

## Fekvése
A város északi részén helyezkedik el, a vasút és a Száraz-Tömös által közrezárt területen. Nyugaton a Bertalan-negyed, délen a városközpont határolja. Észak–déli irányban a December 13. sugárút szeli ketté.

## Története
1925-ben itt alapították az IAR Brașov repülőgépgyárat. A második világháborúban lebombázták, és az épen maradt felszereléseket elvitték az oroszok háborús kártérítés gyanánt. Az üzem 1946-ban, traktorgyárként indult újra, Sovromtractor néven; itt készítették az első román traktort. Az 50-es években a gyárnak 15 000 alkalmazottja volt, ez Brassó munkaképes lakosságának a felét jelentette. 1954-ben, a SovRom-ok felszámolása után a román állam tulajdonába került, és Uzina Tractorul Brașov név alatt működött tovább.
Az iparvállalatokkal párhuzamosan lakótelep is épült; az első panelházakat 1948–1950 között húzták fel. A következő évtizedek során a lakótelep összenőtt Brassó városával.
1959-ben itt építették föl a Rulmentul csapágygyárat, 1978-ban pedig a Hidromecanica 2 alkatrészgyárat. A 80-as években a csapágygyárnak 8500, a traktorgyárnak 24 000 alkalmazottja volt, és évi 62 000 mezőgazdasági gépet gyártottak; ezeket több mint 40 országba exportálták. 1927 és 2003 között a negyednek külön futballcsapata volt, a FC Tractorul Brașov. A városrészt villamosjárat kötötte össze az Astra-negyeddel.
Az 1989-es rendszerváltás után a gyárakat privatizálták, és azok hamarosan tönkrementek. A traktorgyár 2007-ben megszűnt és a következő évek során lebontották, helyén irodaépületeket és egy bevásárlóközpontot emeltek.

## Leírása
2011-es adatok szerint a negyed 26 899 lakost számlál. A gyárak bezárásával párhuzamosan a városrész is hanyatlásnak indult, és jelenleg Brassó egyik legrosszabb hírű negyedeként tartják számon. Két általános iskola, két középiskola, egy futballstadion és egy fedett korcsolyapálya található itt.
2010-ben a lakosok indítványozták a negyed és több utca átkeresztelését, mivel a névadó Tractorul gyár már megszűnt, az utcanevek legtöbbje pedig munkásosztályra, nehézipari munkára utal. Az átnevezések azonban máig sem történtek meg.